# Мене чекають на землі
«Мене чекають на землі» — радянський фільм 1976 року режисера Марка Толмачова за сценарієм Віктора Митрошенкова.

## Сюжет
Рішенням медкомісії льотчика-винищувача Станіцина відсторонено від польотів на винищувачах. А він мріяв про космос і ось-ось мав разом із сім'єю перебратися в Зоряне містечко. Станіцин долає кризу і зневіру і влаштовується льотчиком військово-транспортної авіації, але, звиклий літати на винищувачі сам, він, освоюючи професію командира екіпажу літака, стикається з труднощами, і нелегко йому, людині з великими амбіціями, вимогливому до себе та інших, із дуже складним характером, знайти спільну мову з членами екіпажу, з якими його звела доля…

## В ролях
- Олександр Михайлов — Георгій Станіцин, майор, командир екіпажу
- Олексій Локтєв — Дмитро Ігнатьєв, капітан, другий пілот
- Володимир Сєдов — Сан Санич, капітан, борттехнік
- Тимофій Сметанін — Олександр Чеєрін, старший лейтенант, штурман
- Володимир Антонік — прапорщик, радист, друг Олени
- Ірина Калиновська — дружина Станіцина
- Леонхард Мерзін — Білоусов, полковник
- Ірина Малишева — Олена, дочка Сан Санича
- Аристарх Ліванов — Олег, капітан
- Галина Логінова — Віра, офіціантка
- Юрій Каюров — генерал
- Валерій Денисов — льотчик
- Микола Сергієнко — льотчик
- Олена Амінова — дружина льотчика

## Знімальна група
- Режисер — Марк Толмачов
- Сценаристи — Віктор Митрошенков
- Оператор — Вадим Авлошенко
- Композитор — Геннадій Банщиков
- Художник — Юрій Богатиренко

## Зйомки
Основні зйомки велися під Нижнім Новгородом — у військовому авіамістечку Кречевиці, в епізодах брали участь офіцери, члени їхніх сімей та місцеві жителі.